# Ibyuk Pingo
Der Ibyuk Pingo ist ein Hügel in den kanadischen Nordwest-Territorien nahe der Ortschaft Tuktoyaktuk. Mit einer Höhe von 49 Metern und einem Umfang von fast 1000 Metern gilt er als der zweitgrößte Pingo der Welt. Als Teil des Pingo Canadian Landmark steht er unter staatlichem Schutz.

## Name
Der Pingo wurde zunächst auch als Crater Summit Pingo bezeichnet. 1959 erhielt er vom Geographical Names Board of Canada seinen heutigen Namen. Laut J. Ross Mackay bedeutet „Ibyuk“ in der Sprache der Inuvialuit „zwei nahe beieinander gelegene Hügel“. Gemeint sind der heutige Ibyuk und der Split Pingo, die den Bewohnern des Gebiets seit Jahrhunderten als Landmarke dienten. Das Ortslexikon der Nordwest-Territorien gibt dagegen an, „Ibyuk“ könne „schwarzer Dreck“ (black dirt) bedeuten.

## Beschreibung
Der Ibyuk ist der größte Pingo Kanadas und einer von etwa 1350 im Gebiet des Mackenzie Deltas. Er befindet sich auf der Tuktoyaktuk-Halbinsel in etwa 1,3 km Entfernung von der Kugmallit Bay der Beaufortsee und 5 km südwestlich von Tuktoyaktuk. Zwei weitere Pingos – der Split Pingo und der  Peninsula Point Pingo – befinden sich in unmittelbarer Nähe. Der Ibyuk ähnelt äußerlich einem Vulkankegel. An seiner Spitze weist er eine kraterähnliche Vertiefung auf, in der sich im Sommer ein von Arktischen Weiden umstandener See variabler Größe und Tiefe bildet. Im Inneren des Hügels befindet sich ein Eiskern mit einem Volumen von etwa einer Million Kubikmetern, dessen Boden mindestens 15 m unter der Oberfläche der benachbarten Seen liegt. Dieser ist von einer 15 m dicken Schicht aus Schlick, Geröll und Sand bedeckt, in der auch Treibholz gefunden wurde.

## Entstehung
Der Ibyuk Pingo entstand vor mehr als 1000 Jahren im Zentrum eines ehemaligen Sees mit einer ursprünglichen Fläche von 1,5 km². Die Radiokarbonanalyse organischen Materials aus der Deckschicht des Pingos ergab, dass dieser See vor etwa 12.000 Jahren entstand und um das Jahr 300 n. Chr. trockenfiel. Bis dahin hatte sich unter dem See eine Tauwanne mit ungefrorenem Wasser gebildet, das anschließend gefror und die Deckschicht nach oben drückte. Dieser Prozess hält auch heute noch an. Zwischen 1973 und 1994 nahm die Höhe des Ibyuk jährlich um durchschnittlich 2,7 cm zu. Bei Messungen in den Jahren 2004 und 2005 wurde jeweils eine Höhe von 49,41 m ermittelt.

## Gefährdung
Am Ende der Entwicklung eines Pingos steht sein natürlicher Zusammenbruch. Auch ohne die globale Erwärmung, die vielerorts zum Auftauen von Permafrostboden führt, gibt es Risiken für den Ibyuk Pingo. Das sind zum einen Massenbewegungen, insbesondere die Rotations-Blockrutschung (englisch Slump). Diese findet häufig am steilen Osthang statt, wo unbewachsene, sandige Hänge vorkommen. Auch an den sanfteren Hängen im Süden und Westen ist es bereits zu Rutschungen gekommen, die zur Bildung von Terrassen geführt haben. Die zweite Gefahr besteht durch die Küstenerosion. Zwar steht der Ibyuk Pingo nicht direkt an der Meeresküste, der Bach, der an seiner nördlichen Basis fließt, ist aber den Gezeiten unterworfen. Sturmfluten können den Wasserstand zusätzlich um ein bis zwei Meter heben, den Ibyuk temporär zur Insel machen und besonders den seewärts gerichteten Nordhang erodieren. Auch Thermokarsteffekte können zu einem Kollaps des Ibyuk führen. Insbesondere im Gipfelkrater ist die Deckschicht über dem Eiskern so dünn, dass z. B. ein Abfließen des Wassers aus dem Kratersee einen lokalen Auftauprozess einleiten kann. Ebenso könnte Pingoeis bei weiteren Rutschungen am Osthang oder an radialen Dehnungsrissen freigelegt und zum Schmelzen gebracht werden.